# Wijken en buurten in IJsselstein
De Nederlandse gemeente IJsselstein is voor statistische doeleinden onderverdeeld in wijken en buurten. De gemeente is verdeeld in de volgende statistische wijken:
- Wijk 00 IJsselstein (CBS-wijkcode:035300)

Een statistische wijk kan bestaan uit meerdere buurten. Onderstaande tabel geeft de buurtindeling met kentallen volgens het Centraal Bureau voor de Statistiek (2023):
| CBS-buurtcode | Buurtnaam                      | Inwonertal | Opp. totaal (ha) | Opp. land (ha) | Ligging                |
| ------------- | ------------------------------ | ---------- | ---------------- | -------------- | ---------------------- |
| BU03530001    | IJsselstein-Binnenstad         | 995        | 14               | 14             | Locatie in de gemeente |
| BU03530002    | Nieuwpoort                     | 1000       | 13               | 13             | Locatie in de gemeente |
| BU03530003    | Groenvliet                     | 790        | 47               | 46             | Locatie in de gemeente |
| BU03530004    | Kasteelkwartier                | 1445       | 20               | 20             | Locatie in de gemeente |
| BU03530005    | Europakwartier                 | 1460       | 26               | 26             | Locatie in de gemeente |
| BU03530006    | Oranjekwartier                 | 840        | 12               | 12             | Locatie in de gemeente |
| BU03530007    | IJsselveld-Oost                | 2770       | 43               | 43             | Locatie in de gemeente |
| BU03530008    | IJsselveld-West                | 2825       | 59               | 57             | Locatie in de gemeente |
| BU03530009    | IJsseloevers                   | 540        | 14               | 13             | Locatie in de gemeente |
| BU03530010    | Hazenveld en Overwaard         | 835        | 18               | 17             | Locatie in de gemeente |
| BU03530011    | Rijpickerwaard                 | 5          | 34               | 33             | Locatie in de gemeente |
| BU03530012    | Panoven                        | 810        | 26               | 25             | Locatie in de gemeente |
| BU03530013    | Paardenveld                    | 325        | 22               | 22             | Locatie in de gemeente |
| BU03530014    | Over Oudland                   | 15         | 28               | 28             | Locatie in de gemeente |
| BU03530015    | Industrieterrein Lage Dijk     | 35         | 42               | 42             | Locatie in de gemeente |
| BU03530016    | Bedrijventerrein De Corridor   | 55         | 15               | 15             | Locatie in de gemeente |
| BU03530017    | De Hoven en De Boomgaard       | 2150       | 31               | 31             | Locatie in de gemeente |
| BU03530018    | De Tuinen                      | 1360       | 21               | 21             | Locatie in de gemeente |
| BU03530019    | Het Hart                       | 1955       | 21               | 19             | Locatie in de gemeente |
| BU03530020    | De Wereldsteden                | 1345       | 29               | 27             | Locatie in de gemeente |
| BU03530021    | De Rivieren                    | 1020       | 11               | 10             | Locatie in de gemeente |
| BU03530022    | Het Staatse                    | 2065       | 25               | 25             | Locatie in de gemeente |
| BU03530023    | Benschopperpoort en Het Podium | 430        | 20               | 20             | Locatie in de gemeente |
| BU03530024    | Achterveld-Zuid                | 1090       | 16               | 16             | Locatie in de gemeente |
| BU03530025    | Achterveld-West                | 2700       | 45               | 44             | Locatie in de gemeente |
| BU03530026    | Achterveld-Noord               | 2845       | 39               | 39             | Locatie in de gemeente |
| BU03530027    | Achterveld-Oost                | 780        | 14               | 14             | Locatie in de gemeente |
| BU03530028    | Eiterse Waard                  | 355        | 7                | 6              | Locatie in de gemeente |
| BU03530029    | Landelijk gebied Noord         | 490        | 1160             | 1136           | Locatie in de gemeente |
| BU03530030    | Landelijk gebied Zuid          | 90         | 295              | 267            | Locatie in de gemeente |